# Barry B. Longyear
Œuvres principales
- Enemy Mine

Barry B. Longyear, né le 12 mai 1942 à Harrisburg en Pennsylvanie et mort le 6 mai 2025, à New Sharon dans le Maine, est un écrivain américain de science-fiction et de fantasy.

## Œuvres

### SérieEnemy Mine
1. (en) Enemy Mine, 1979Prix Hugo du meilleur roman court 1980, prix Nebula du meilleur roman court 1979 et prix Locus du meilleur roman court 1980
2. (en) The Tomorrow Testament, 1983
3. (en) The Last Enemy, 1997

### SérieInfinity Hold
1. (en) Infinity Hold, 1989
2. (en) Kill All the Lawyers, 2002
3. (en) Keep the Law, 2002

### SérieCircus World
1. (en) Circus World, 1980
2. Le Cirque de Baraboo, J'ai lu, 1982 ((en) City of Baraboo, 1980)
3. (en) Elephant Song, 1981

### SérieAlien Nation
1. (en) The Change, 1994
2. (en) Slag Like Me, 1994

### SérieRedcliff
1. (en) Turning the Grain, 2019

### SérieThe War Whisperer
1. (en) The Hook, 2020Prix Prometheus 2021
2. (en) The Notice, 2020
3. (en) Changes, 2020

### Romans indépendants
- Enemy, J'ai lu, 1986 ((en) Enemy Mine, 1985)Écrit avec David Gerrold. Novélisation du film Enemy par David Gerrold adapté du roman Enemy Mine
- (en) Sea of Glass, 1987
- (en) Naked Came the Robot, 1988
- (en) The God Box, 1989
- (en) The Homecoming, 1989

### Recueils de nouvelles
- (en) It Came from Schenectady, 1984
- (en) Dark Corners, 2001